# Robert Teriitehau
Robert Teriitehau, né le 29 janvier 1966 en Nouvelle-Calédonie, est un véliplanchiste français. Il fut 7 fois champion de France, 3 fois champion du monde indoor, et devient en 1995 vice-champion du monde de funboard toutes disciplines confondues.

## Biographie
Enfant, le champion néo-calédonien a une peur panique de l'eau. Au lieu des bancs de l'école de Nouméa où il est peu doué, Teriitehau préfère passer le plus clair de son temps sur la plage de l'Anse Vata, où, avec son frère Nelson, il devient vite la vedette locale d'un sport naissant : le funboard, qu'il pratique au sein de l'Association calédonienne de planche à voile (ACPV).
À affronter régulièrement les vents chauds de l'hiver austral, le jeune homme aux origines tahitiennes surpasse rapidement ses adversaires. Le « Robby Naish calédonien » est repéré par Fred Beauchêne, homme d'affaires et véliplanchiste-aventurier, qui lui propose au milieu des années 1980 de venir en Europe défier les meilleurs spécialistes de surf à voile. En quelques mois, Robert Teriitehau devient le numéro un de la vitesse.
Puis, accompagné de grands champions français comme le Brestois Patrice Belbéoch', le Montpelliérain Raphaël Salles ou le Hyérois Erik Thiémé, il rejoint la caravane de la Coupe du monde de funboard. Son talent en slalom, sa fougue dans les vagues, ses frasques sur les plages et devant les caméras du monde entier, son style de « good boy tahitien » lui valent l'affection immédiate du public et des médias. Sur près de deux décennies de compétition, son titre le plus prestigieux reste celui de vice-champion du monde qu'il obtient en 1995 sur l'île de Maui, à Hawaii, lors de la finale de la Coupe du monde. Il brille également en indoor où il remporte trois titres mondiaux.
Retiré du monde des compétitions depuis la fin des années 1990, Robert Teriitehau vit désormais à Hawaii, lieu de résidence de nombreux champions dans ce sport comme Björn Dunkerbeck ou encore Robby Naish.
Il a été marié à Véronika Loubry, puis à Hawaiki Brouillet, fille de Jean-Claude Brouillet, pionnier français de la perle noire en Polynésie Française et depuis 2012 à Nathalie-Ella Litke.
En 2010, Robert Teriitehau développe sa propre marque de Stand-Up-Paddle (Site officiel de R. Teriitehau)

### Ouvrages généraux
- Robert Teriitehau, légende du windsurf, par Stéphane Arfi (Éditions Glénat)